# ボラティリティ
ボラティリティ（英: volatility）とは、金融工学における金融商品の価格についての幾何ブラウン運動モデル
{\displaystyle dS_{t}=\mu S_{t}\,dt+\sigma S_{t}\,dB_{t}}
における{\displaystyle \sigma }のこと。リスクとも呼ばれる。（{\displaystyle S_{t}}は、時間{\displaystyle _{t}}の函数としての金融商品の価格や運用資産の額）
このモデルにおいて、{\displaystyle S_{t}}が株価を表す場合、時間の単位を1年単位にすると、ボラティリティは 通常{\displaystyle 0.15<\sigma <0.60} の範囲にあることが経験的に知られている。
ボラティリティの略称は「ボラ」である。
広義には資産価格の変動の激しさを表すパラメータ。広義については、テクニカル指標一覧#広義ボラティリティを参照。

## ヒストリカル・ボラティリティとインプライド・ボラティリティ
幾何ブラウン運動モデル（ブラック-ショールズ方程式）で現実の市場を説明しようとする際、インプットとして使うデータの種類によって{\displaystyle \sigma }の値が異なる。

### ヒストリカル・ボラティリティ
株価の値動きがモデル (1) に従うと仮定し、過去の株価のデータから推定した{\displaystyle \sigma }の値。価格の対数差分の標準偏差。
過去{\displaystyle n}日にわたって株価を観測したとし、{\displaystyle S_{i}}を第{\displaystyle i}日の（例えば）終値とする。
{\displaystyle u_{i}:=\log {\frac {S_{i}}{S_{i-1}}},\ \ {\overline {u}}:=u_{i}}の平均
と置くと
{\displaystyle s={\sqrt {{\frac {1}{n-1}}\sum _{i=1}^{n}(u_{i}-{\overline {u}})^{2}}}}
が推定値となる。このような手続きによって推定された値をヒストリカル・ボラティリティという。

### インプライド・ボラティリティ
これに対して、現実のオプション市場でついたオプション価格から逆算されたボラティリティをインプライド・ボラティリティという。
以下これについて説明する。
ブラック-ショールズモデル (1) （金利は{\displaystyle r=}一定）を使えば、満期{\displaystyle T}、権利行使価格{\displaystyle K}のヨーロピアン・コールオプションの価格{\displaystyle c(K,T)}は
{\displaystyle C(K,T)=SN\left({\frac {\log(S/K)+(r+\sigma ^{2}/2)T}{\sigma {\sqrt {T}}}}\right)-Ke^{-rT}N\left({\frac {\log(S/K)+(r-\sigma ^{2}/2)T}{\sigma {\sqrt {T}}}}\right)}

{\displaystyle S}は現在の株価、{\displaystyle N(x)}は標準正規分布の分布関数
によって表される。しかしこの式の{\displaystyle \sigma }をヒストリカル・ボラティリティにすると多くの場合、計算される{\displaystyle C(K,T)}は現実のオプションの市場価格とは一致しない。そこで逆に、{\displaystyle \sigma }に関する方程式（{\displaystyle C(K,T)}は{\displaystyle \sigma }の関数であることに注意）
市場価格{\displaystyle =C(K,T)}
を解いて得られる{\displaystyle \sigma }をインプライド・ボラティリティという。
なお、この値は当然{\displaystyle K}や{\displaystyle T}によって異なる。{\displaystyle T}を固定して、横軸に{\displaystyle K}、縦軸にインプライド・ボラティリティをプロットしたグラフをボラティリティ・スマイル、{\displaystyle K}を固定して、横軸に{\displaystyle T}、縦軸にインプライド・ボラティリティをプロットしたものをボラティリティ期間構造と呼ぶ。